# Athalia cordata

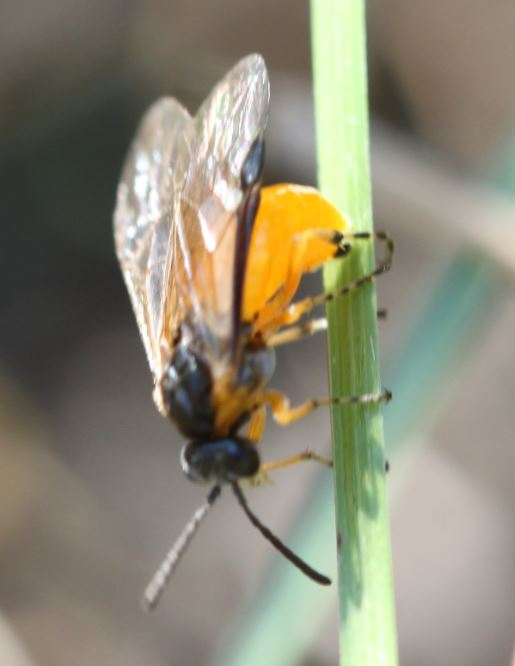
Athalia cordata

Athalia cordata ist eine Pflanzenwespe aus der Familie Athaliidae.

## Merkmale
Die Art erreicht eine Körperlänge von 7 mm. Die orangefarbenen Pflanzenwespen besitzen eine schwarz gefärbte Oberseite des Thorax sowie ein breites schwarzes Band an den Seiten und auf der Thorax-Unterseite. Der Kopf und die Fühler sind schwarz, die Beine orange. Die weißen Tarsen sind schwarz gefleckt. Die transparenten Vorderflügel besitzen ein schwarzes Stigma sowie eine schwarze vordere Kante. Arge ochropus sieht Athalia cordata sehr ähnlich. Das Hauptunterscheidungsmerkmal bilden die nur dreigliedrigen Fühler der Arge-Arten.

## Verbreitung
Athalia cordata ist in Europa weit verbreitet. Sie ist auf den Britischen Inseln die häufigste der dort neun vorkommenden Athalia-Arten.

## Lebensweise
Die Pflanzenwespen beobachtet man insbesondere im April und Mai sowie im August und September. Man findet sie häufig an Günsel (Ajuga). Die blauschwarzen Larven fressen an Kriechendem Günsel (Ajuga reptans), an Löwenmäulern (Antirrhinum) und an Wegerichen (Plantago). 
Sie sind als Schädlinge am Großen Löwenmaul (Antirrhinum majus) in Marokko auffällig geworden. Die Art wurde in gelben Insektenfallen in Kartoffelfeldern nachgewiesen.
Zu den Parasiten der Pflanzenwespenart gehört die Erzwespe Tetrastichus hylotomarum und die Raupenfliege Vibrissina turrita.